# Cindy meséi
A Cindy meséi (eredeti cím: The Magic Riddle) 1991-ben bemutatott ausztrál rajzfilm, amelyet Yoram Gross rendezett. A forgatókönyvet Don Hay írta, a zenéjét Guy Gross szerezte.
Ausztráliában 1991. szeptember 19-én, Magyarországon 1992. április 3-án mutatták be a mozikban.

## Szereplők
| Szereplő                         | Színész       | Magyar hang                          |
| -------------------------------- | ------------- | ------------------------------------ |
| Cindy                            | Robyn Moore   | Györgyi Anna                         |
| Özvegyasszony                    | Robyn Moore   | Halász Aranka                        |
| Nagymama                         | Robyn Moore   | Örkényi Éva                          |
| Ertha                            | Robyn Moore   | Kökényessy Ági Falusi Mariann (ének) |
| Bertha                           | Robyn Moore   | Kocsis Mariann Lang Györgyi (ének)   |
| Philippe                         | Keith Scott   | Bardóczy Attila                      |
| Pinokkió                         | Keith Scott   | Kerekes József                       |
| Goodie                           | Keith Scott   | Maros Gábor                          |
| Muddy                            | Keith Scott   | Huszár László                        |
| Funny                            | Keith Scott   | Kenderesi Tibor                      |
| Rudi                             | Keith Scott   | Harsányi Gábor                       |
| Looney                           | Keith Scott   | Surányi Imre                         |
| Mici                             | Keith Scott   | Kautzky József                       |
| Pici                             | Keith Scott   | Komlós András                        |
| Farkasnak öltözött özvegyasszony | Keith Scott   | Kristóf Tibor                        |
| Vége-főcmdal                     | Julie Anthony | Vincze Lilla                         |

## Betétdalok
| Magyar                           | Magyar                                  | Angol                         | Angol                   |
| Dal                              | Előadó                                  | Dal                           | Előadó                  |
| -------------------------------- | --------------------------------------- | ----------------------------- | ----------------------- |
| Még kislány voltam magam is      | Örkényi Éva                             | When I Was Just A Little Girl | Robyn Moore             |
| Cindy, ne lazsálj                | Györgyi Anna Halász Aranka Pa-dö-dő ?   | Cindy Do It Now               | Robyn Moore Keith Scott |
| Galád, galád, galád              | Halász Aranka                           | Mean Mean Mean                | Robyn Moore             |
| Tudnám, hol lehet a végrendelet? | Halász Aranka                           | I Will Find The Will          | Robyn Moore             |
| Két kicsi lányom                 | Halász Aranka                           | My Darling Daughters          | Robyn Moore             |
| Két szép lányka                  | Pa-dö-dő                                | Sisters Sisters               | Robyn Moore             |
| Ó, fényes tükörképem             | Halász Aranka                           | Oh Silver Bright Reflection   | Robyn Moore             |
| Rejtélyes rejtvény felel         | Örkényi Éva                             | Now How Did It Go             | Robyn Moore             |
| Nagymama, ó nagymama             | Györgyi Anna                            | Grandma Dear Grandma          | Robyn Moore             |
| Könnyed hullasd                  | Györgyi Anna                            | Try Not to Cry So             | Robyn Moore             |
| Malac dal                        | Györgyi Anna                            | Pig Song                      | Robyn Moore             |
| Élek                             | Maros Gábor Kerekes József Györgyi Anna | I'm Alive                     | Keith Scott Robyn Moore |
| A szép lány a hóruhás            | Bardóczy Attila                         | Girl in the Snow White Dress  | Ross Higgins            |
| Mert Cindy lagzit üt             | Bardóczy Attila                         | Cinderella's Wedding Day      | Ross Higgins            |
| Bűvös rejtély                    | Vincze Lilla                            | Ordinary Miracles             | Julie Anthony           |

A hivatalos filmzene 1992 júliusában jelent meg az Alhambra Recordsnál; azonban más dalsorrendet tartalmaz, mint a film.
1. Ordinary Miracles (előadja: Julie Anthony)
2. When I Was Just A Little Girl
3. I Will Find The Will
4. Mean Mean Mean
5. My Darling Daughters
6. Sisters Sisters
7. Cindy Do It Now
8. Try Not To Cry So
9. Pig Song
10. Oh Silver Bright Reflection
11. Grandma Dear Grandma
12. Now How Did It Go
13. Girl In The Snow White Dress
14. I'm Alive
15. Cinderella's Wedding Day
16. Instrumental Score Excerpts

## Televíziós megjelenések
TV4, TV-1